# Меттенгайм (Рейнланд-Пфальц)
Меттенгайм (нім. Mettenheim) — громада в Німеччині, розташована в землі Рейнланд-Пфальц. Входить до складу району Альцай-Вормс. Складова частина об'єднання громад Айх.
Площа — 6,41 км2. Населення становить 1663 ос. (станом на 31 грудня 2020).